# Szewc Mateusz
Szewc Mateusz (cz. O ševci Matoušovi) – czechosłowacki film czarno-biały z 1948, dramat historyczny w reżyserii Miroslava Cikána.

## Obsada
- Ladislav Pešek jako Matouš Štěpánek
- Vladimír Řepa jako František Štěpánek, ojciec Matouša
- Jaroslav Průcha jako Josef Verunáč
- Dagmar Sedláčková jako Tonka, córka Verunáča
- Marie Nademlejnská jako Bedrníková
- Jaroslav Zrotal jako Vojta, syn Bedrníkovej
- Jiří Dohnal jako nauczyciel Jíra Macháček
- Světla Svozilová jako Pavlína
- František Kovářík jako Jakub Kykal
- Běla Jurdová jako Růžena zwana Růza, córka Kykala
- František Kreuzmann jako kapral Vincek Švejda
- Emil Bolek jako Matěj Skrbek
- Hermína Vojtová jako Skrbkova
- František Šlégr jako Viták
- Milada Smolíková jako Vitákova
- Josef Kemr jako Jan, syn Vitáka
- Bohumil Machník jako ojciec Šíma
- Miloš Nedbal jako wikary Dudek
- František Filipovský jako Marousek
- Bedřich Vrbský jako Franz Krpetz
- Helena Bušová jako Krpetzova
- Eman Fiala jako gajowy
- Vítězslav Boček jako prokurator
- František Klika jako Palm
- Josef Pehr jako Hučka
- Jan W. Speerger jako nadzorca w przędzalni
- Václav Švec jako muszkieter Martin
- Jarmila Bechyňová jako Vančurová
- Svatopluk Skládal jako Karel
- Miloš Šubrt jako Eman Vršťál
- Anna Kadeřábková jako dziewczyna na podium
- Alena Vránová jako dziewczyna z warkoczami
- Jiřina Krejčová jako dziewczyna